# Peter Sykes
Peter Sykes (Melbourne, 17 giugno 1939 – 1º marzo 2006) è stato un regista australiano.

## Filmografia

### Regista
- The Committee (1968)
- Agente speciale (The Avengers), gli episodi "Appuntamento a mezzogiorno" (1968) e "Amore a prima vista" (1969)
- L'altro corpo di Anny (Venom) (1971)
- Rose rosse per il demonio (Demons of the Mind) (1972)
- La casa degli orrori nel parco (The House in Nightmare Park) (1973)
- Steptoe and Son Ride Again (1973)
- Great Mysteries (1973) Serie TV
- Una figlia per il diavolo (To the Devil a Daughter) (1976)
- Jesus (Jesus) (1979)
- The Irish R.M., gli episodi "The Dispensary Doctor" (1984), "Holy Island" (1984) e "A Royal Command" (1984)

### Attore
- Una figlia per il diavolo (To the Devil a Daughter) (1976)